# Procnias nudicollis
Procnias nudicollis là một loài chim trong họ Cotingidae.